# Czilczer Olga
Czilczer Olga (Szegvár, 1940. február 20. –) magyar költőnő, írónő, zenepedagógus.

## Irodalmi pályája
Első versei a pécsi Jelenkorban és a szegedi Egyetemi Újságban jelentek meg. Később verseket közölt tőle a szegedi Pompeji (1990–1998), a Holmi, a Liget, a Műhely.
1974-ben szerepelt a Ne mondj le semmiről c. antológiában.
Műveiről értékeléseket adott közre Csorba Győző, Parancs János, Lator László. Horgas Béla és G. Komoróczy Emőke elemezte Czilczer verseit.
Újabb és újabb költeményeit a Holmi, a Liget és a győri Műhely adja közre. 13 önálló kötet van már mögötte, de folyamatosan alkot, számos verse, drámája van kéziratban. Kedvenc műfaja a prózavers, de ír szabad verset, prózát, s drámát is. 2000-2001-ben a Magyar Rádió három hangjátékát mutatta be. Még beszélünk című hangjátéka 2013. szeptember 7-én este 21 órakor újra elhangzott a Kossuth Rádió Hangtár című műsorában.
Irodalmi esteken, könyvbemutatókon tartja közvetlenül is a kapcsolatot közönségével mind felnőtt, mind gyermek olvasóival. Legutóbb, a Világjáró (2007) és Bobó könyve bemutatója (2008. december 15-én) volt a szegedi Somogyi-könyvtárban. A kötetek külön érdekessége, hogy sikeres gyermekrajzok illusztrálják, amelyeket Bakacsi Lajos grafikusművész mesterien válogatott és szerkesztett bele a mesekönyvekbe. 2009-ben a Bobó könyvéből mesefilm készült a Duna Televízió műhelyében, 2009 decemberében került adásba.
2013-ban megjelent Mehetünk kedves című regényében a lélektani történések pontos ábrázolására törekszik, mintegy láttatja, ami a valóságos cselekmény mögött zajlik. Veszelka Attila szegedi költő, író, a Szegedi Írók Társaságának elnöke készített interjút a 2013-as ünnepi könyvhét jeles szegedi szerzőivel, köztük Czilczer Olga költő és írónővel. 2013. június 12-én mutatta be az írónő ezen újabb kötetét a közönségnek a Somogyi Károly Városi és Megyei Könyvtárban, moderátor Keserű Gizella, a Szegedi Tudományegyetem művelődéstörténeti kutatója. 2013-ban jelent meg Osztódás című verskötete a Napkút Kiadónál, ugyanitt Lebegés című regénye 2015-ben. Lebegés című regényének bemutatója 2015. április 15-én volt a Szegedi Közéleti Kávéház rendezvényeinek keretében, az írónővel beszélgetett Keserű Gizella. A Napkútnál kiadott köteteit Budapesten a Millenárison dedikálta 2015 április 16-án.

## Önálló kötetei

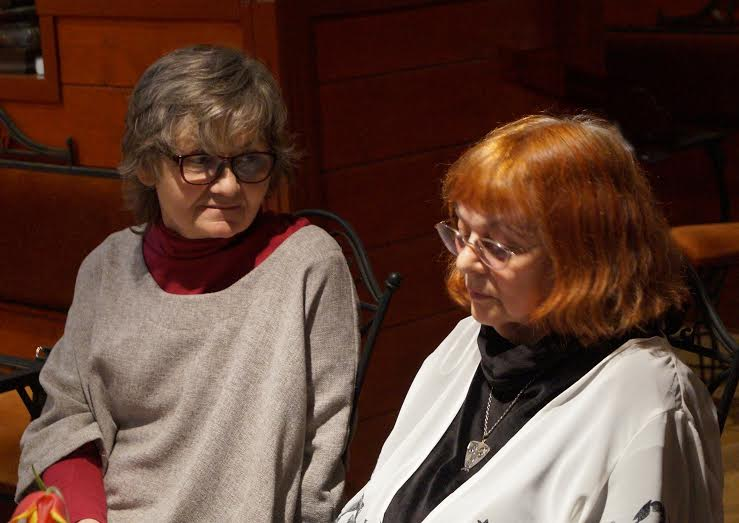
Czilczer Olga (jobbról) könyvbemutatója, Lebegés (2015. 04. 15), moderátor Keserű Gizella történész (balról)

1. A függőleges ablaksor Fel. szerk. Parancs János. Budapest, Magvető, 1982. 95 p. ISBN 9632716949
2. Előttem a madárfütty Fel. szerk. Parancs János. Budapest, Magvető, 1987. 78 p. ISBN 9631411079
3. Tányéron a maradék hold Illusztr. Erdély Dániel. Budapest, Orpheusz Kiadó Kft., 1992. 105 p. ISBN 9637971211
4. Küszöbön egy rongybagoly Budapest, Liget Könyvek, 1995. 63 p.
5. Chess in the Afternoon trans. Bill Tinley, Thomas Kabdebo. Maynooth, Sotto Voce Press, 1998. 28 p.
6. Felhők, jegyzetlapok – kisregény. Pécs, Pro Pannonia, 2003. 136 p. ISBN 9639079995
7. Engedelmes planéták Pécs, Pro Pannonia, 2006. 136 p. ISBN 9639498688
8. Világjáró. Versek Bobó könyvéből. Szekszárd, Séd Nyomda Kft., 2007. 47 p. ill.
9. Bobó könyve : Történet egy kisfiúról, aki felfedezi Akiremát. Budapest : Új Palatinus Könyvesház Kft., 2008. 115 p. ill. ISBN 9789632740324
10. Mehetünk, kedves : regény. Pécs : Pro Pannonia, 2012. 256 p. ISBN 978 963 9893 66 5[11]
11. Osztódás : versek. Budapest, Napkút Kiadó, 2013. 104 p. ISBN 9789632633695[12][13][14]
12. Lebegés : regény. Budapest, Napkút Kiadó, 2015. 234 p. ISBN 9789632634562 [15]
13. Szavakban egy erdő. Új és válogatott versek. Budapest, Cédrus Művészeti Alapítvány - Napkút Kiadó, 2016. 287 [9] p.  ISBN 978 963 263 611 5 [16]